# Sencha
Sencha (jap. 煎茶) ist ein japanischer grüner Tee, dessen besondere Eigenschaft ein markanter und frischer Geschmack ist und der über sehr gleichförmige Blätter verfügt. Typisch für japanische Grüntees ist, dass sie meist kurzzeitig mit heißem Dampf behandelt werden, um die Oxidation zu unterbinden, nachdem sie mit heißer Luft vorgetrocknet wurden. Im Gegensatz dazu unterbindet man die Oxidation von Grüntees in China vorwiegend dadurch, dass der vorgetrocknete Tee für kurze Zeit bei ca. 280 °C geröstet wird.

## Regionen
Über drei Viertel des in japanischen Teegärten angebauten Tees ist Sencha. Die meisten Regionen erzeugen verschiedene Arten, welche jeweils nach ihrer Verarbeitung benannt werden. Gerollter nadelförmiger Sencha wird in Shizuoka und der Yame-Region von Fukuoka verarbeitet. In anderen Gebieten, wie zum Beispiel Kyūshū, werden die kommaförmigen Blätter verarbeitet (Tamaryokucha).

## Anbaumethode
Für grünen Tee gibt es in Japan verschiedene Anbaumethoden. Sencha stammt von offenen Feldern (roten en), die volles Sonnenlicht erhalten. Er unterscheidet sich dadurch von anderen Teesorten, wie z. B. Gyokuro, die bei reduzierter Sonneneinstrahlung (oiishita en) wachsen.
Sencha wird traditionell in drei verschiedenen Ernteperioden gepflückt:
- Ichibancha (April – Mai)
- Nibancha (Juni – Juli)
- Sanbancha (August)

## Herstellung
Bei Behandlung mit Dampf wird zwischen verschiedenen Verfahren unterschieden. Bei Asamushi (浅蒸し, leichte Dämpfung; auch als Futsumushi bezeichnet, normale Dämpfung), Chūmushi (中蒸し) und Fukamushi (深蒸し, intensive Dämpfung) wird der Tee jeweils mit 100 °C heißem Dampf behandelt, wobei der wesentliche Unterschied in der Dauer des Vorganges liegt. Die Dauer des Dämpfvorgang beträgt bei Asamushi 30 bis 45, bei Chūmushi 45 bis 60 und bei Fukamushi 60 bis 90 Sekunden. Beim Irimushi (炒り蒸し) Verfahren wird mit einer erhöhten Dampftemperatur von ca. 300 °C gearbeitet, deren Einwirkzeit selbst aber verringert. Die Tees unterscheiden sich durch ihre Verarbeitung auch in ihrem Aussehen und Geschmack.
Das Asamushi Verfahren resultiert hinsichtlich des Teeblattes im Vergleich zum Fukamushi Verfahren in längeren, glänzenden Nadeln und einem meist klaren Tee mit gelblicher Farbe und leichtem Aroma. Nach dem Fukamushi Verfahren hergestellte Tees bestehen in fertiger Form aus eher kleinteiligen und matten Blättern. Die Farbe des Aufgusses ist ein sattes Grün, der Aufguss selbst enthält durch das feiner gebrochene Blatt mehr Schwebstoffe.

## Geschmack/Aroma
Die Farbe und Qualität von Sencha variiert, was sowohl von der Herkunft als auch von der Verarbeitung des Tees abhängt. Späte Ernten von Sencha haben eine adstringierendere Wirkung, stärkeren Geschmack und weniger Aroma (Geruch). Der Geschmack unterscheidet sich abhängig von der Wassertemperatur, in der der Tee gekocht wird.
Die früheste Ernte Shincha (Erste Sencha-Ernte des Jahres) ist ab April im Süden Japans (Präfektur Kagoshima) erhältlich und für ihren hohen Vitamin-Gehalt sowie für einen süßlichen Geschmack bekannt.

## Zubereitung
Sencha wird, wie gewöhnlich bei grünem Tee, mit 60 °C bis 80 °C heißem Wasser aufgegossen und ein bis zwei Minuten lang ziehen gelassen.